# Sebastian Knüpfer

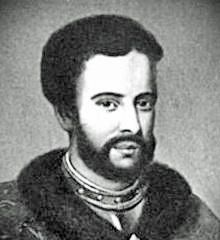
Sebastian Knüpfer

Sebastian Knüpfer (ook Knüpffer), (Asch (Aš) Bohemen) gedoopt 6 of 7 september 1633, gestorven Leipzig, 10 oktober 1676) was een Duitse componist en kerkmusicus.

## Leven
De zoon van de Boheemse cantor en organist Thomas Knüpfer kreeg zijn eerste muzieklessen van zijn vader. Volgens de overlevering, speelde hij op zijn tiende jaar al orgel in de kerkdiensten van zijn. Van 1646 tot 1654 bezocht hij het Gymnasium in Regensburg. Een van de belangrijkste leraren van die school was Ephorus Balthasar Balduin, de zoon van Friedrich Balduin. Later ging hij naar Leipzig, waar hij onder andere filosofie onder Johann Adam Scherzer studeerde. In Leipzig kon hij in 1657, gesteund door Johann Philippis, de opvolger van Tobias Michael in het ambt van Thomascantor aan de Thomasschule worden.
Knüpfer had een kring van toonaangevende musici om zich heen: de cantor van de Nikolaikirche Elias Nathusius, de organisten van de Thomaskirche Gerhard Preisensin en Jakob Weckmann en de arts Johann Kaspar Horn), die Leipzig beroemd maakten als muziekcentrum. Naast zijn muzikale bezigheden maakte hij ook naam als filoloog. In 1658 trouwde hij met Maria Sabina Hagen, met wie hij drie zonen en twee dochters kreeg.

## Werken
Slechts een klein deel van het werk van Knüpfer is in druk verschenen. Hij schreef motetten, geestelijke concerten, cantates en missen. Hij componeerde voor de kroning van keizer Leopold I in 1658 en voor de Vrede van Aken (1668). In 1663 verscheen een verzameling madrigalen en canzonetten in druk.
- Bibsys: 1065874
- Biblioteca Nacional de España: XX1779902
- Bibliothèque nationale de France: cb14808793s (data)
- CiNii: DA07888877
- Gemeinsame Normdatei: 124411037
- International Standard Name Identifier: 0000 0000 8123 4298
- Library of Congress Control Number: no91018733
- MusicBrainz: e555989d-19c0-4cdc-8da4-679eda83e908
- Nationale Bibliotheek van Tsjechië: jx20100223004
- Nationale Bibliotheek van Israël: 987007286987505171
- Nationale Bibliotheek van Polen: a0000002503080
- Nederlandse Thesaurus van Auteursnamen: 115037934
- LIBRIS: 290979
- SNAC: w6n301qk
- Système universitaire de documentation: 170622916
- Trove: 1497676
- Virtual International Authority File: 44566430
- WorldCat: E39PBJtRMd4ybCfx96y9pg6Frq